# Rebelión de Durán
La Rebelión de Durán fue un conflicto bélico contextualizado entre las luchas del centralismo-federalismo de la primera mitad del siglo XIX durante la administración de Valentín Gómez Farías. 

## Rebelión
El levantamiento fue acaudillado por el general Gabriel Durán, que por su cercanía con la capital preocuparon a Santa Anna, a diferencia de lo ocurrido con la Rebelión de Escalada. Durán, en una carta enviada a Santa Anna le expresó su rechazo al Partido del Progreso, pues consideraba que habían creado un desorden por todo el país y secuestrado el Congreso. Este nuevo plan, era, en lo sustancial, idéntico al de Escalada. 
Durán intentó convencer a Santa Anna a adherirse a este nuevo pronunciamiento en contra de Valentín Gómez Farías, sin embargo contestó en su carta al general centralista de que desaprobaba su plan, sugiriéndole abandonar su proyecto. El 1 de junio el Congreso autorizó al presidente ponerse al frente del ejército y combatir a los rebeldes. Al día siguiente salió de la Ciudad de México, arribando a Tlalpan como a eso de las 2 de la tarde. 
Para ese entonces Durán ya había escapado con una tropa de 300 hombres a caballería con dirección a Cuernavaca. Santa Anna, sabedor de esto, envío al Décimo Regimiento, de los que, pasadas las horas, recibió un comunicado en donde se le hacía saber que tanto la partida como el regimiento se habían unido a los alzados. A consecuencia de esto, Santa Anna reunió a sus oficiales para expresarles la necesidad de la victoria para el gobierno federal. Mientras acampaban con miras a esperar la caballería, tanto Mariano Arista como Santa Anna escriben en carta a Durán, esperando resolver de forma pacífica el levantamiento, invitándolo a entrevistarse con el presidente. 
Como ambos no recibieron respuesta de Durán, Santa Anna se ditigió a Tenango, donde se le incorporaran 100 gendarmes de a caballo al mando del teniente coronel Cirilo Tolsá, y ya en el poblado, se le incorporó el entonces coronel Pedro María Anaya. El 5 de junio, Santa Anna ordenó el regreso de la artillería a la capital, así como el refuerzo de las plazas de Puebla y Toluca con caballería federal. 
El 6 de junio, la división de Mariano Arista se pronunció en pro de la rebelión, apresaron al general Santa Anna y lo condujeron a la hacienda de Pantitlán. Ya en la capital, los conservadores, comenzaron a hacerse cargo de la administración, creyendo en la victoria rebelde. 
El 7 de junio, los sublevados tenían pensado atacar Palacio y tomar el control total, mientras, ese mismo día, Santa Anna se entrevistaba con Durán. Gómez Farias, prácticamente se fue quedando sólo junto al general Juan Pablo Anaya y 70 soldados. Entonces Gómez Farias ordenó la toma del cuartel de los sublevados, quienes abrieron fuego contra las fuerzas leales. Ante la desbandada federal, el vicepresidente Gómez Farias salió de su guarida y se puso al frente de sus hombres, restableciéndose así el ataque federal, que finalmente terminó con la toma del cuartel, la prisión de los rebeldes y la muerte de muchos de ellos. 
Luego de esto Valentín Gómez Farías destituyó al general Guadalupe Victoria, que a su juicio se había mostrado pasivo ante aquellos sucesos. Junto a las fuerzas leales formó una pequeña división de Tacubaya y se dirigió a Querétaro, pues se encontraba bajo las fuerzas había sublevado, entorpeciendo la comunicación con los estados aledaños. Ocho días más tarde, la capital ya se encontraba fuertemente defendida por 6,000 soldados leales al gobierno. La rendición de ambos generales se dio en Puebla, entregando a Santa Anna, que había sido hecho prisionero.